# Université du Maine à Augusta
L'université du Maine à Augusta (en anglais : University of Maine at Augusta, UMaine Augusta ou UMA) est une université américaine située à Augusta dans le Maine.